# Maximilian Wengler
Maximilian Wengler (14 de enero de 1890 - 25 de abril de 1945) fue un general alemán en la Wehrmacht durante la II Guerra Mundial. Fue condecorado con la Cruz de Caballero de la Cruz de Hierro con Hojas de Roble y Espadas de la Alemania Nazi.
Wengler tomó el mando de la 83.ª División de Infantería el 27 de marzo de 1945 en el área de Gotenhafen. La división, después de escapar del cerco de la ciudad, luchó en su camino a Oxhöfter Kämpe y Pillau-Neutief, donde Wengler y miembros de su personal fueron muertos por un bombardeo aéreo el 25 de abril de 1945.

## Condecoraciones
- Insignia de Asalto de Infantería en Plata[2]
- Broche de Combate Cuerpo a Cuerpo en Bronce[2]
- Orden Militar de San Enrique (Cruz de Caballero, 15 de octubre de 1914)
- Broche de la Cruz de Hierro (1939) 2ª Clase (20 de mayo de 1940) & 1ª Clase (29 de diciembre de 1940)[3]
- Cruz de Caballero de la Cruz de Hierro con Hojas de Roble y Espadas
  - Cruz de Caballero el 6 de octubre de 1942 como Oberstleutnant y como comandante del Infanterie-Regiment 366[4]
  - Hojas de Roble el 22 de febrero de 1944 como Oberst y comandante del Infanterie-Regiment 366.[4]
  - Espadas el 21 de enero de 1945 como Generalmajor y comandante de la 227. Infanterie-Division[4]